# Herbert-Werner Mühlroth
Herbert-Werner Mühlroth (* 23. August 1963 in Jimbolia (deutsch Hatzfeld), Volksrepublik Rumänien) ist ein seit 1982 in Deutschland lebender rumäniendeutscher Publizist und Übersetzer. In Rumänien gehörte er der deutschen Minderheit der Banater Schwaben an.

## Leben
Herbert-Werner Mühlroth wurde 1963 in Jimbolia geboren. 1970–1974 besuchte er die Grundschule in Jimbolia und anschließend (1974–1982) das Gymnasium in Timișoara. 1982 flüchtete er aus Rumänien und lebt seit dem 15. Mai 1982 in Deutschland. 1983 machte er am Zeppelin-Gymnasium Stuttgart das Abitur.
Mühlroth studierte ab 1983 Germanistik, Romanistik und Philosophie an der Universität Heidelberg und an der Freien Universität Berlin und machte 1990 seinen Abschluss als Magister artium. 1995 legte Mühlroth die Staatliche Prüfung zum Übersetzer und Dolmetscher ab und wurde als beeidigter Dolmetscher und staatlich geprüfter und seit 2012 als ermächtigter Übersetzer für Rumänisch zugelassen.
Seit Jahren arbeitet er als freiberuflicher Autor, Übersetzer, Dolmetscher und Werbetexter. Unter anderem hat er Reiner Kunzes Die wunderbaren Jahre ins Rumänische übersetzt und das erste Rumänisch-Aromunische Wörterbuch herausgebracht. Er schreibt Lyrik, Prosa und Essays. Mit Narr in Trance veröffentlichte er 2012 seinen ersten Roman.

## Publikationen

### Buchveröffentlichungen
- Apostol N. Caciuperi: Dicționar Român-Aromân. (Rumänisch-Aromunisches Wörterbuch), hrsg. von H.-W. Mühlroth, Atlas Verlag, Bukarest 1996.
- Reiner Kunze: Anii cei minunați. (Die wunderbaren Jahre). Ins Rumänische übersetzt und hrsg. von H.-W. Mühlroth, Du-Style, Bukarest 2000.
- Fortschreiben den Tag, Handpressendruck,  Marien-Blatt Verlag, Lübeck 2006.
- Nachtlaub. Gedichte, Marien-Blatt Verlag, Lübeck 2009.
- Apostol N. Caciuperi: Gesammelte Werke in vier Bänden: Gramatica Armănească, Cursu practic di limbă armănească, Noulu Testamentu, Traduţeri dit literatura română şi universală. Hrsg. von H.-W. Mühlroth, Universalia Verlag, Bukarest 2011.
- Doina Uricariu: Das Herzinstitut/Institutul inimii, zweisprachige Ausgabe.  Ins Deutsche übersetzt von H.-W. Mühlroth, Universalia Verlag, Bukarest 2011.
- Hamburg im Minutentakt: 100 Jahre Hochbahn – so bewegt sich die Hansestadt. Hamburger Abendblatt edition, Hamburg 2012 (redaktionelle Mitarbeit).
- RHEIN! Nr. 4 „Deutsche Literatur aus Rumänien“ (Gedichte), 2012.
- Narr in Trance. Geschichte einer unheimlichen Liebe, Edition Noack&Block, Taucha 2012.
- Eine Eisenbahn in meinem Traum. Meine Flucht aus dem kommunistischen Rumänien. Edition Noack & Block, Berlin 2014.
- Der Mond tanzt Tango. Gedichte. Rote Reihe Lyrik Nr. 3. Edition Bärenklau, Oberkrämer 2015.
- Tod des Meisters, Erzählungen. Edition Bärenklau, Oberkrämer 2016.

### E-Books
- „Der Mond tanzt Tango. Gedichte.“ Rote Reihe Lyrik Nr. 3. Edition Bärenklau, Oberkrämer 2015.
- „Eine Eisenbahn in meinem Traum. Meine Flucht aus dem kommunistischen Rumänien.“ Edition Bärenklau, Oberkrämer 2015.
- „Narr in Trance. Geschichte einer unheimlichen Liebe“ Roman, Edition Bärenklau, Oberkrämer 2015.

### Aufsätze
- Der Vokalismus in der Hatzfelder Mundart. Ein Vergleich mit dem Pfälzischen. In: Banatica. 1/95, München, S. 21–30.
- Jos pe prunduri viață străvezie. Despre poetul, pictorul și compozitorul Wolf von Aichelburg. In: Contrafort. Kischinew, Moldawien, Nr. 7/95, S. 6–13. (Essay).
- In Büchern kritzeln. In: DIE ZEIT. Modernes Leben. 28. September 1995, S. 83. (Essay).
- An ihren Kritzeleien sollt ihr sie erkennen. In: Berliner Morgenpost. Berliner Illustrirte Zeitung. 18/19. Mai 1996, S. 6. (Essay).
- Reiner Kunze: Drumuri gingașe. (Sensible Wege) In: România literară. (Zeitschrift des rumänischen Schriftstellerverbandes), Nr. 23/24, 17 23. Juni 1998, Bukarest, S. 41. (Ausgew. Übersetzungen und Kommentar)
- Hans-Jürgen Schings: Absenta si prezența lui Goethe. interviu acordat lui H.-W. Mühlroth la Berlin în 27. Februar 1999. (Goethes Gegenwart und Abwesenheit, Interview mit Hans-Jürgen Schings) In: Secolul 20. Revista de sinteza. Nr. 4–5–6/99, Bukarest 1999, S. 19–27.
- Mircea Eliades Konzeption einer Archaischen Ontologie. In: Balkan-Archiv. Zeitschrift des Balkanromanistenverbandes. Neue Folge Band 24/25 1999/2000, S. 89–101.
- In Büchern kritzeln. In: Tieke Goette (Hrsg.): Erkennen & Handeln. Texte – Materialien – Projekte für den Deutschunterricht. Merkur Verlag, Rinteln 2000, S. 25–27.
- Reiner Kunze: Anii cei minunați. In: LETTRE INTERNATIONALE, Editia română. Sommer 2000, S. 52–56. (Ausgewählte Übersetzungen und Kommentar)
- Crohmălniceanu la Berlin. In: Observator cultural, Wochenzeitschrift für Information und Kulturanalyse. 62/2001, Bukarest, S. 14–17. (Essay)
- Die Utopie hat dennoch überlebt. In: Südostdeutsche Vierteljahresblätter. 51. Jg., Heft 1, Institut für deutsche Kultur und Geschichte Südosteuropas, München 2002, S. 27–28. (Essay)
- Nachtlaub. Der Mond tanzt Tango. In Der Dreischneuß. Nr. 17–8/2005. (Gedichte)
- Briefe von einer Reise zum Meer. In: Der Dreischneuß. Nr. 18–8/2005. (Erzählung)
- Heimat. In: Beilage zum Ausstellungskatalog von „istovremeno/zeitgleich“, Ausstellung von Ivica Matijevic in Zenica und Krefeld, 2005. (Gedicht)
- Das Phantom. auf www.philotast.de. Kritisches Online-Magazin zu Gesellschaft, Kunst und Kultur, 2005. (Erzählung)
- nachtlaub. (Gedicht), Handpressendruck, Einblattdruck, Marien-Blatt Verlag, Lübeck 2006.
- Heimat. In: Der Dreischneuß. Nr. 19–8/2007. (Gedicht)

### Rezensionen
- Jürgen Kornischka: Psychische und soziale Probleme von Spätaussiedlern. Pfaffenweiler 1992, In: Banatica. 4/95, S. 67–69.
- Jean Ancel: Transnistria. vol. 1–3, Atlas Verlag, Bukarest 1998, In: Halbjahresschrift für südosteuropäische Geschichte, Literatur und Politik (HJS). Nr. 1/98, S. 135–136.
- Sami Damian: Ich werfe den Handschuh. In: HJS. 2/99, S. 139–140.
- Ovid S. Crohmălniceanu, Klaus Heitmann: Der literarische Kreis von Hermannstadt und der katalytische Einfluß der deutschen Kultur. In: HJS. 1/00, S. 96–97.
- Der Sandmann. Zum neuen Erzählband von Walter Lobenstein, In: Der Dreischneuß. Nr. 18–8/2005.
- Ilina Gregori: Ştim noi cine a fost Eminescu? Fapte, enigme, ipoteze [Wissen wir, wer Eminescu war? Fakten, Geheimnisse, Hypothesen]. Editura Art, Bucureşti, In: Deutsch-Rumänische Hefte. Nr. 1/2010, S. 18–19.
- Rumänien auf Umwegen (România, într-un sens giratoriu) (Essay), bookiseala. Online-Buchmagazin in Bukarest, 2012.
- Zum 100. Geburtstag des Dichters, Malers und Komponisten Wolf von Aichelburg. Siebenbürger Zeitung, 24. März 2012.
- Jos pe prunduri viaţă străvezie. Poetul, pictorul şi compozitorul Wolf von Aichelburg la 100 de ani, in VATRA Nr. 05/12.

### Übersetzungen
- Gefährliche Serpentinen. Rumänische Lyrik der Gegenwart. hrsg. von Dieter Schlesak, Edition Druckhaus, Berlin 1998.
- Kindlers Neues Literatur Lexikon. Band 21 Supplement, S. 143–145; 211–212; 317–318; 330–332; 361–363; Band 22 Supplement, S. 196–197
- S. Damian: Schreiten auf dem Sand. Constantin Noica und die „Schule von Păltiniș“. In: HJS. 1/97, S. 34–49
- Gabriel Liiceanu: Sebastian, mon frére. In: HJS. 2/97, S. 44–54
- Ilina Gregori: Vorwort. In: Balkan-Archiv. Zeitschrift des Balkanromanistenverbandes. Neue Folge Band 24/25 1999/2000, S. 297–304.
- Ilina Gregori: In einem doppelten Erwartungshorizont: Das neue Tagebuch von Radu Petrescu. Vortrag, 1998. (Übersetzung aus dem Rumänischen).
- William Totok: Discursul revizionist. In: Sfera politicii. Supliment, Nr. 1, 09.1998, S. 26–32.
- Die bürgerliche Kultur in Siebenbürgen und im Banat: Die Rolle Temeswars in den politischen Umgestaltungsprozessen vom Dezember 1989. In: HJS. 1/1999, S. 101–103.
- Zigu Ornea: Von Eminescu zu Petre Tuțea. Für ein paidetisches Modell der rumänischen Rechten. In: HJS. 2/2000, S. 101–103.
- Daniel Barbu: Der postkommunistische Antikommunismus. In: HJS. 1/2000, S. 21–29.
- Stenogramm der Plenarsitzung des ZK der Rumänischen Arbeiterpartei. Rede des Genossen Nicolae Ceaușescu vom 1.-3. Juli 1957. In: HJS. 2/2000, S. 31–32.
- Marius Lazar: „Akademisches“ und „nicht-akademisches“ Denken. Die Philosophie in Rumänien zwischen den beiden Weltkriegen. In: Jahrbuch für Universitätsgeschichte. 4 (2001), Franz Steiner Verlag, Stuttgart, S. 68–82.
- Ilina Gregori: Modernität in Rumänien: Farce oder Martirium? Über eine wenig bekannte Interpretation von „Der verlorene Liebesbrief“. In: Rumänien und Europa. Transversale. Frank& Thieme 2009.